# گامرا (فیلم)
گامِرا (انگلیسی: Gamera) فیلمی ژاپنی در سبک علمی–تخیلی و فانتزی است که در سال ۱۹۶۵ منتشر شد.